# 석교중학교
석교중학교(石橋中學校)는 대한민국 전라남도 진도군 임회면 석교리에 있는 공립 중학교이다.

## 학교 연혁
- 1955년 5월 3일 : 공립 석교중학교 설립인가
- 1955년 9월 5일 : 공립 석교중학교 개교
- 1955년 9월 5일 : 초대 차준철 교장 취임
- 2023년 1월 6일 : 제67회 졸업 11명(총 졸업생수 8,476명)
- 2024년 3월 4일 : 제30대 김민환 교장 취임

## 참고 자료
- 석교중학교 - 한국교육학술정보원 학교알리미